# Pachycephala citreogaster
El silbador de las Bismarck (Pachycephala citreogaster) es una especie de ave paseriforme de la familia Pachycephalidae endémica del archipiélago Bismarck.

## Taxonomía
Hasta 2015 se consideró una subespecie del silbador dorado, pero los estudios genéticos indicaron que eran especies separadas.
Se reconocen cinco subespecies:
- P. c. citreogaster - Ramsay, 1876: Se encuentra en las islas Nueva Hanover, Nueva Bretaña y Nueva Irlanda;
- P. c. sexuvaria - Rothschild y Hartert, 1924: localizada en las islas San Matías;
- P. c. goodsoni - Rothschild y Hartert, 1914: endémica de las islas del Admirantazgo;
- P. c. tabarensis - Mayr, 1955: confinada en la isla Tabar;
- P. c. ottomeyeri - Stresemann, 1933: se encuentra únicamente en la isla Lihir.

## Descripción
Los machos del silbador de las Bismarck tienen la garganta blanca, a diferncia de los machos de silbador oropéndola (P. orioloides) que la tienen amarilla.